# Avocat dans la culture
 (juillet 2011).
Le métier d'avocat occupe une place importante dans la culture depuis le début du XIXe siècle.

## Les Avocats d'Honoré Daumier
Libéraliste engagé, Daumier, faisait habituellement la satire, dans ses dessins pour les journaux, des absurdités et des pompes des nouveaux riches bourgeois. Dans ses innombrables ouvrages sur papier et en peinture croquant les avocats, il s'appuie sur ses propres expériences dans la salle d'audience. Daumier a vu son père poursuivi par des créanciers, et plus tard, il a lui-même été emprisonné pour avoir critiqué le gouvernement et insulté ouvertement la personne du roi dans ses caricatures. Accusé de sédition pour s'être moqué de Louis-Philippe, il a purgé six mois de prison. La censure gouvernementale l'a contraint ensuite à concentrer son travail sur la société et les mœurs de la classe moyenne. Il aimait clairement se moquer de la profession juridique et avait manifestement l'impression que le jeu était toujours contre les pauvres et les sans défense de la société. Quel que soit le résultat pour l'homme moyen, les avocats des images de Daumier s'en sortent toujours bien.

Les Avocats de Daumier dans sa peinture
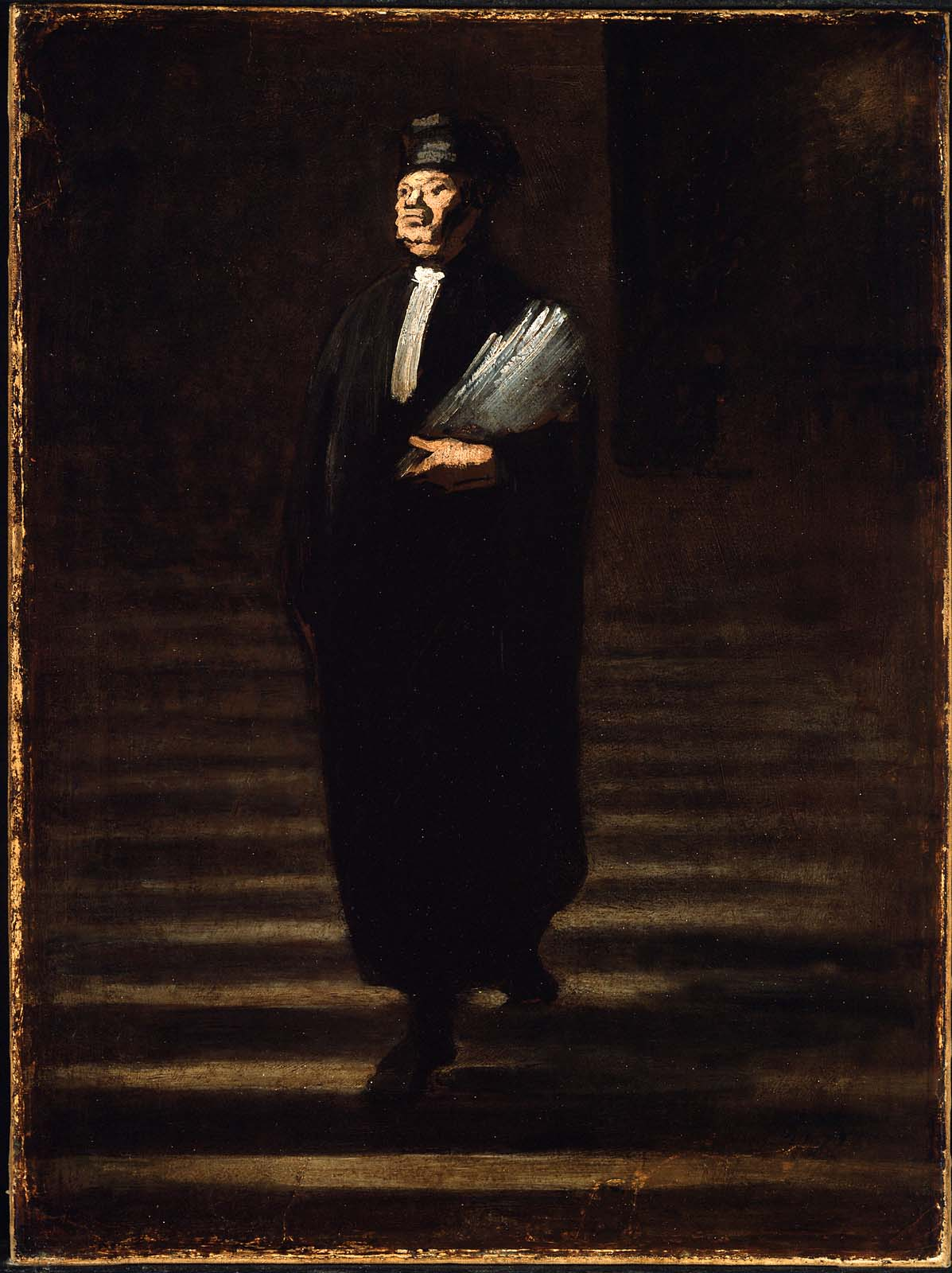
L'Avocat triomphant, 1845-1850 Musée des Beaux-Arts de Boston
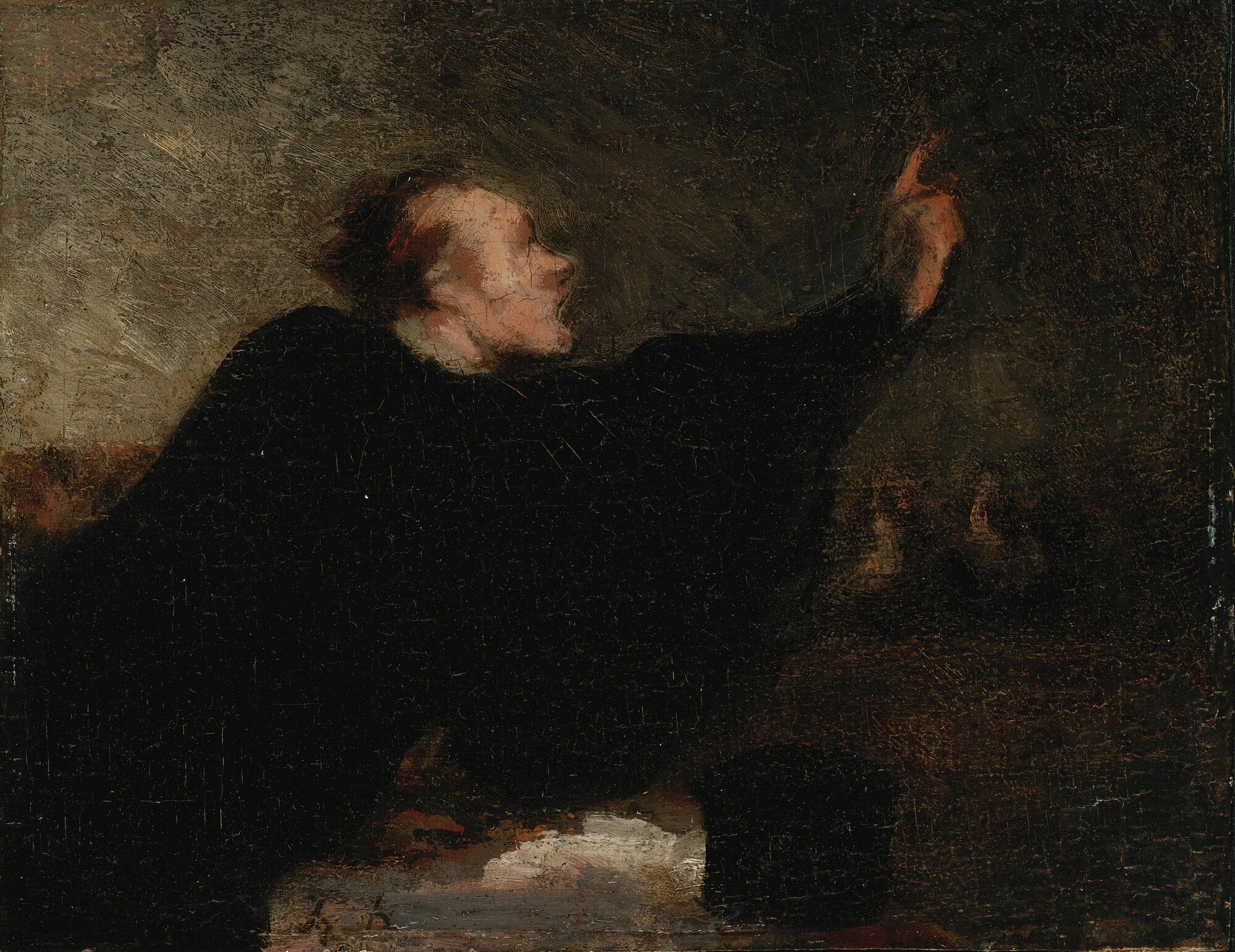
Avocat plaidant, 1853-1854 Collection privée, Vente 2013
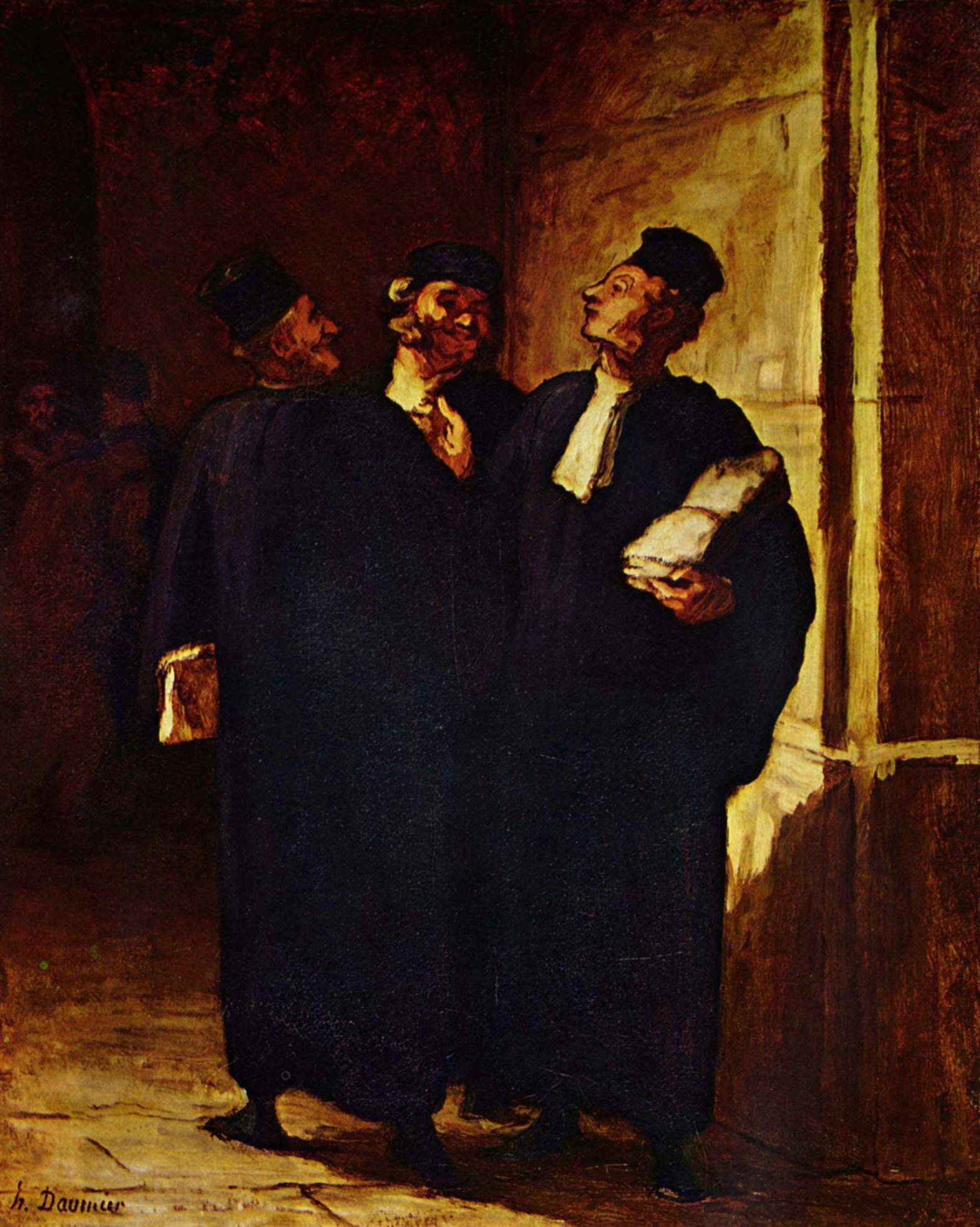
Trois avocats en consultation, 1855-1857 Washington, The Phillips Collection
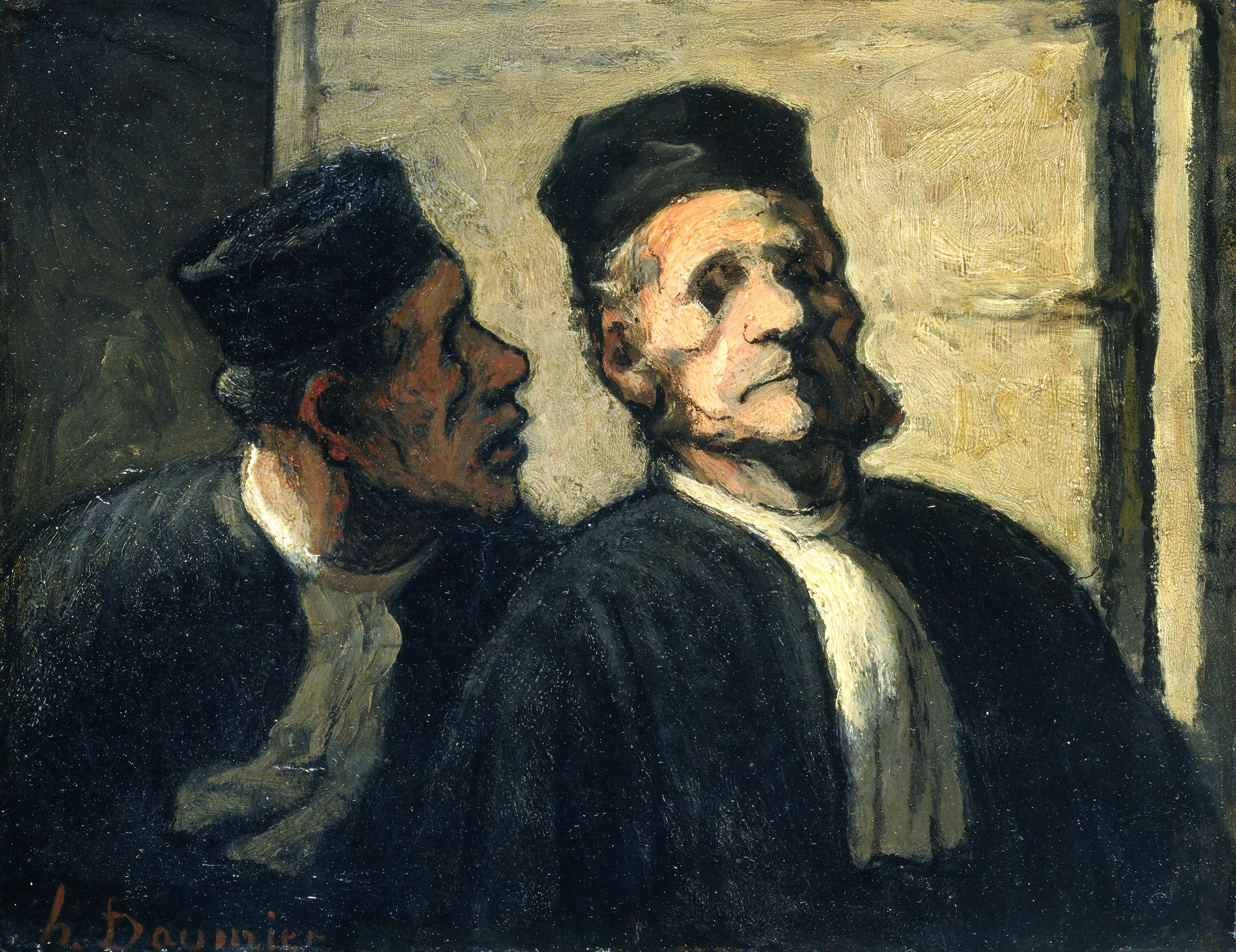
Les Deux avocats, 1855-1857 Fondation et Collection Emil G. Bührle
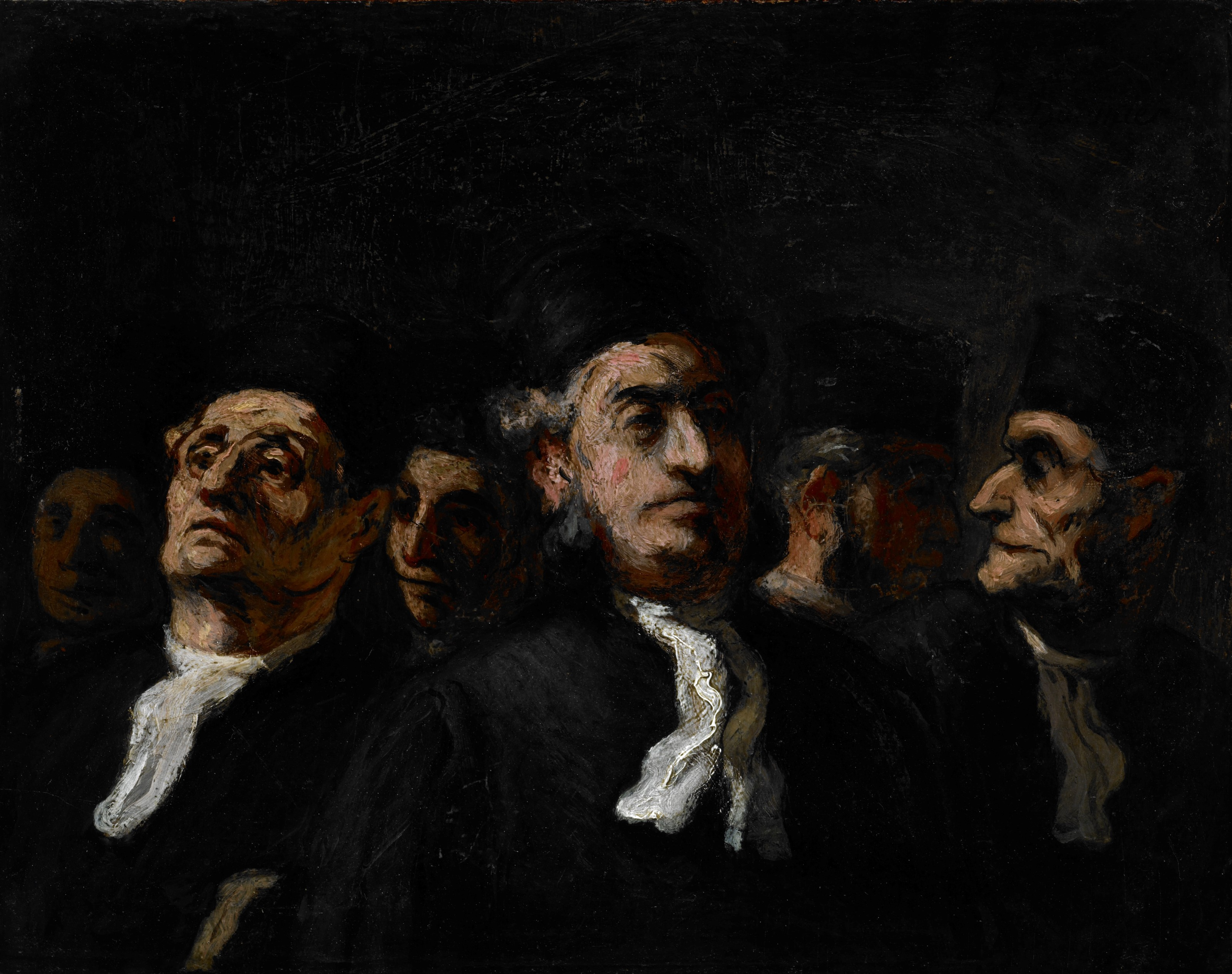
Une réunion d'avocats, vers 1860 Musée des Beaux-Arts de Houston
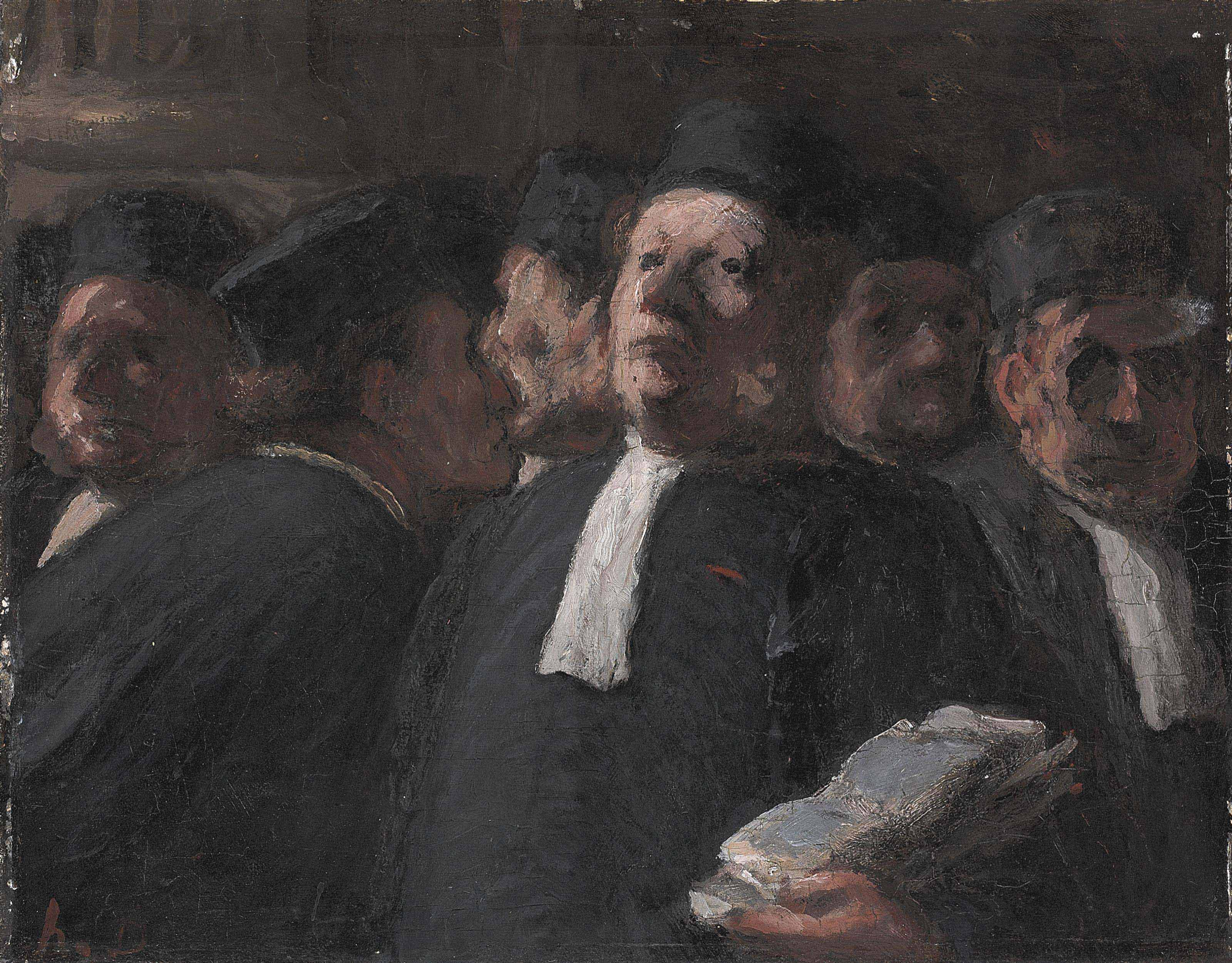
La Salle des pas perdus au Palais de Justice Collection privée, Vente 2011

## Littérature

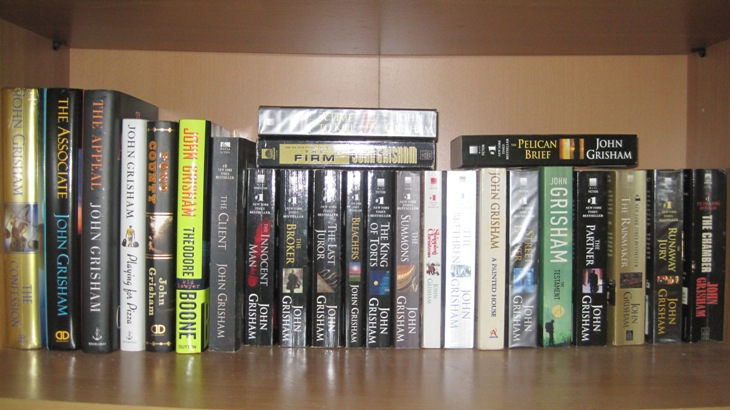
Plusieurs romans de John Grisham mettant en scène des avocats ont été adaptés à l'écran

- La Farce de Maître Pathelin, farce comique médiévale
- Les Plaideurs de Racine
- Les Dames vertes de George Sand
- Le Procès de Franz Kafka
- La Chute d’Albert Camus

## Cinéma

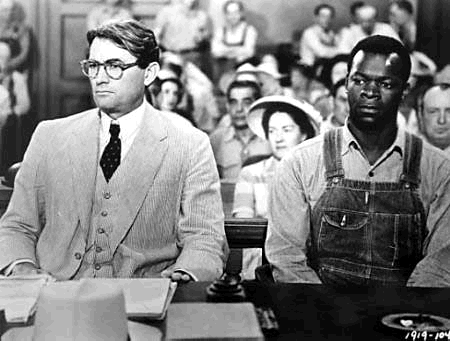
Gregory Peck et Tom Robinson dans Du silence et des ombres

- Témoin à charge, film de Billy Wilder d'après Agatha Christie, avec Charles Laughton, Marlene Dietrich, Tyrone Power, 1958
- Autopsie d'un meurtre, film de Otto Preminger, avec James Stewart, Ben Gazzara, George C. Scott, 1959
- Les Nerfs à vif, film de J. Lee Thompson avec Gregory Peck, Robert Mitchum, Telly Savalas, 1961
  - Remake : Les Nerfs à vif, film de Martin Scorsese avec Robert De Niro, Nick Nolte, Jessica Lange, Robert Mitchum, 1991
- Du silence et des ombres, film de Robert Mulligan d'après Harper Lee, avec Gregory Peck, Mary Badham, 1963
- Rive droite, rive gauche, film de Philippe Labro, avec Gérard Depardieu, Nathalie Baye, Carole Bouquet, 1984
- Music Box, film de Costa-Gavras, avec Jessica Lange, Armin Mueller-Stahl, Frederic Forrest, 1989
- Affaire non classée, film de Michael Apted, avec Gene Hackman, Mary Elizabeth Mastrantonio, 1990
- Le Mystère von Bülow, film de Barbet Schroeder, avec Jeremy Irons, Glenn Close, 1990
- Philadelphia, film de Jonathan Demme, avec Tom Hanks, Denzel Washington, Jason Robards, 1993
- La Firme, film de Sydney Pollack d'après John Grisham, avec Tom Cruise, Gene Hackman, Ed Harris, 1993
- Le Client, film de Joel Schumacher d'après John Grisham, avec Susan Sarandon et Tommy Lee Jones, 1994
- Le Droit de tuer ?, film de Joel Schumacher d'après John Grisham, avec Matthew McConaughey, Sandra Bullock, 1996
- L'Associé du diable, film de Taylor Hackford, avec Keanu Reeves, Al Pacino, 1997
- L'Idéaliste, film de Francis Ford Coppola d'après John Grisham, avec Matt Damon, Danny DeVito, Claire Danes, 1997
- Menteur, menteur, film de Tom Shadyac, avec Jim Carrey et Maura Tierney
- Suspicion, film de Stephen Hopkins, avec Gene Hackman, Monica Bellucci, Thomas Jane, Morgan Freeman, 2000
- Le Maître du jeu, film de Gary Fleder d'après John Grisham, avec John Cusack, Gene Hackman, Dustin Hoffman, 2003
- Michael Clayton, film de Tony Gilroy, avec George Clooney, Tom Wilkinson, Tilda Swinton, 2007
- La Dixième Chambre, documentaire de Raymond Depardon.
- La Défense Lincoln, film de Brad Furman, avec Matthew McConaughey, Ryan Phillippe, Marisa Tomei, 2011
- Ace Attorney, film japonais de Takashi Miike, 2012, au Japon pour l'instant seulement

## Séries télévisées

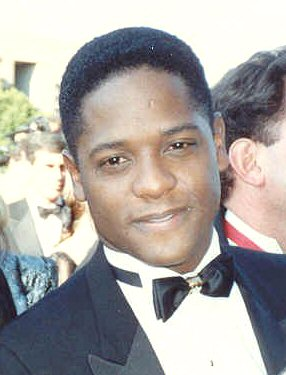
Blair Underwood, l'un des comédiens de La Loi de Los Angeles

- La Loi de Los Angeles (L. A. Law), série américaine, années 1980-1990
- Un cas pour deux, série allemande, 1981-2009
- Matlock, série américaine avec Andy Griffith, années 1980-1990
- Perry Mason, série américaine avec Raymond Burr, années 1990
- Ally McBeal, série américaine avec Calista Flockhart, années 1990
- Maître Da Costa, série française avec Roger Hanin, années 1990
- Kavanagh, série britannique avec John Thaw, années 1990-2000
- The Practice : Donnell et Associés, série américaine, années 1990
- Avocats et Associés, série française, années 1990-2000
- JAG, série américaine de 1995 à 2005.
- Duo de maîtres, série allemande, 2002-2005
- Boston Justice (Boston Legal), série américaine avec James Spader et William Shatner, 2004-2008
- Kevin Hill, série américaine, 2008
- Damages, série américaine, 2008
- Toute la vérité, série québécoise, 2010
- Shark, série américaine, 2006
- Drop Dead Diva, série américaine, « 2010 »
- The Good Wife, série américaine, 2010
- New York, police judiciaire, série américaine, récente
- Franklin and Bash, série américaine, 2011
- Suits : Avocats sur mesure, série américaine
- Daredevil, série américaine
- Better Call Saul, série américaine créée par Vince Gilligan, avec Bob  Odenkirk, 2015
- Ace Attorney, série d'animation japonaise, 2016
- Goliath, série américaine, 2016

## Humour et caricatures
L'humoriste Anne-sophie Bajon, incarne souvent le rôle d'avocate pour défendre les hommes et femmes politiques.

## Jeux vidéo
- Ace Attorney, série de jeux vidéo japonais, débutée en 2001

## Mangas
- Ace Attorney, 5 tomes, manga japonais, 2010-2011
- Ace Attorney Investigations, 4 tomes, manga japonais, 2011-2012